# Географија Јужног Судана
Јужни Судан је афричка држава која је настала отцепљењем од Судана, након референдума 2011. године, а званично проглашење независности било је 9. јул 2011. године, док је чланица УН-а постала 14. јула. Претходно је функционисала као аутономна област од 1972. до 1983. и потом у периоду од 2005. до 2011. године. Јужни Судан захвата површину од 619.745 км², на којој живи око девет милиона становника. Чине га три историјске и географске регије — Бахр ел Газал, Велики Горњи Нил и Екваторија.

## Положај и границе
Јужни Судан се налази у источној Африци између држава Судан на северу, Етиопија на истоку, Кенија, Уганда, ДР Конго на југу и Централноафричка Република на западу. Смештен је на прелазу између регије Судан у екваторску Африку. У физичко-географском смислу Јужни Судан је централноафричка, екваторијална земља у долини Белог Нила. Простире се између 10° и 4° сгш и 25° и 35° игд. Укупна дужина граница Јужног Судана је 4.797 километара:ЦАР: 682 km, ДР Конго:628 km, Етиопија: 883 км, Кенија: 232 км, Судан: 1.937 км и Уганда: 435 km.

## Геологија и рељеф
Геолошка подлога ових предела је од кристаластих шкриљаца, који су на југу прекривеним вулканским изливима лаве, док на северу доминира мезозојски пешчар. Главна рељефна форма Јужног Судана је басен и долина реке Бели Нил. Она је отворена ка северу, док је са осталих страна ограничавају платои и планински масиви Бонго, Иматонг, Централноафрички праг и Етиопска висораван. У средишњем делу земље доминирају висине између 250 и 500 метара које се ка западу, југу и истоку постепно издижу у побрђа и планине између 1.500-3.200 метара. Највиши врх Јужног Судана је Кињети у близини границе са Угандом и достиже 3.187 метара.

## Климатске одлике
Клима Јужног Судана је субекваторијална-саванска. На крајњем југу и југозападу је изразитији утицај екватора па се падавине крећу у просеку између 1.000-2.000 милиметара годишње, док остатак државе прима 500-1.000 мм талога. Средња јануарска температура је око 26 °C, а средња јулска 20°-24 °C на југоистоку, а у остатку државе до 28 °C. Најтипичнији представник овог климатског поднебља је град Џуба са 982 мм падавина и температуром око 27° Целзијуса. Кишни период траје од априла до септембра, а сушни од новембра до марта. Дужина трајања влажног доба се повећава ка југу земље.

## Хидографија
Основицу хидрографске мреже чини река Бели Нил. Он пролази кроз Албертово језеро у Уганди и тече ка северу као Албертов Нил, све до границе са Јужним Суданом одакле носи назив Бахр ел Џебел. Бели Нил прима велики број притока од којих су најзначајније Бахр ел Газал са леве и Собат са десне стране. Бахр ел Газал је дуг 716 километара и прима неколико токова међу којима се истичу Џур, Гел и Бахр ел Араб. Улива се у Бели Нил код језера Но, недалеко од града Бентију. Собат се улива у Нил близу града Малакал. Дужина тока је 354 км и настаје од две реке на граници са Етиопијом — Пибор и Баро.
Током кишне сезоне у сливу Белог Нила формира се највећа мочварна област на свету, позната под именом Суд. Њена површина у периоду април-новембар достиже 130.000 км², те је практично једна петина Јужног Судана поплављена. За време сушне сезоне ова област смањује се на приближно 30.000 км². Из мочварне области ка сушнијем северу води вештачки канал Џонглеј. Свеукупно, Јужни Судан има релативно густу речну мрежу чија издашност зависи од годишњег доба.

## Живи свет
Вегетација Јужног Судана је разнолика, па се стога може издвојити неколико различитих појасева. На северу и северозападу доминира нискотравна савана, која се наставља на високотравнате пределе са галеријским шумама. За средиште земље у долини Нила и у области Суд карактеристични су барска и мочварна вегетација. Крајњи југ Јужног Судана одлукује се топским кишним шумама. Доминантне врсте су акација, тврдолисно жбуње, и разне врсте трава.
Фауна Јужног Судана је типично саванска. Истичу се слонови, жирафе, бафало, лавови, затим неколико врста антилопа (око 1,3 милиона јединки), дивље свиње и др. У јужном делу земље где су заступљене влажне шуме живе шимпанзе и други планински мајмуни. Због изузетних природних одлика издвојено је и законом заштићено неколико области — мочвара Суд са долином Белог Нила, национални парк Бома и национални парк Бандингило.

## Галерија
- Геолошка карта
- Рибари на Белом Нилу
- Река Собат